# Sukadaya (Sukawangi)
Sukadaya is een bestuurslaag in het regentschap Bekasi van de provincie West-Java, Indonesië. Sukadaya telt 5849 inwoners (volkstelling 2010).